# Lech Poznań w sezonie 2008/2009
Lech Poznań w sezonie 2008/2009 to artykuł dotyczący występów zawodników tej drużyny w okresie 1 lipca 2008 – 30 czerwca 2009.

## Wstęp
W sezonie 2008/2009 drużyna Lecha Poznań zagra w Ekstraklasie jako czwarta drużyna poprzedniego sezonu. U bukmacherów Lech jest jednym z klubów typowanych na zwycięzcę ligi.
Drużyna z Wielkopolski w sezonie 2008/2009 po czterech latach przerwy gra ponownie na arenie międzynarodowej. Lech jako jedyna polska drużyna wyszła z grupy do fazy pucharowej rozgrywek o Puchar UEFA.

## Mecze
Puchar UEFA
| Dzień               |   | Przeciwnik          | Wynik | Rozgrywki   | Strzelcy bramek                                                                    | Widzów |
| ------------------- | - | ------------------- | ----- | ----------- | ---------------------------------------------------------------------------------- | ------ |
| 17 lipca 2008       | W | Xəzər Lenkoran      | 1:0   | pre-quali   | Lewandowski 76.                                                                    | 25000  |
| 31 lipca 2008       | D | Xəzər Lenkoran      | 4:1   | pre-quali   | Štilić 35., Ramazanov 44, Murawski 52., Injac 64., Reiss 83.                       | 15300  |
| 14 sierpnia 2008    | D | Grasshoppers Zurych | 6:0   | quali       | Rengifo 4, Lewandowski 14, 56, Grimalt 76 (s), Injac 83, Peszko 88                 | 17000  |
| 28 sierpnia 2008    | W | Grasshoppers Zurych | 0:0   | quali       |                                                                                    | 1700   |
| 18 września 2008    | W | Austria Wiedeń      | 1:2   | 1. runda    | Schiemer 64, Rengifo 66, Schimer 76                                                | 7206   |
| 2 października 2008 | D | Austria Wiedeń      | 4:2   | 1. runda    | Rengifo 10, Ačimovič 62, Peszko 85, Lewandowski 98, Hattenberger 100, Murawski 120 | 23 500 |
| 6 listopada 2008    | D | AS Nancy            | 2:2   | Grupa H     | Peszko 5, Malonga 10, Stilić 22, Zerka 81                                          | 21600  |
| 27 listopada 2008   | W | CSKA Moskwa         | 1:2   | Grupa H     | Dzagojew 31, Żyrkow 45, Stilić 62                                                  | 10000  |
| 3 grudnia 2008      | D | Deportivo La Coruna | 1:1   | Grupa H     | Colotto 2, Rengifo 41                                                              | 21000  |
| 17 grudnia 2008     | W | Feyenoord           | 1:0   | Grupa H     | Djurdjević 27                                                                      | 20000  |
| 19 lutego 2009      | D | Udinese Calcio      | 2:2   | 1/16 finału | Quagliarella 50, Arboleda(sam.) 55, Rengifo 81, Arboleda 84                        | 17500  |
| 26 lutego 2009      | W | Udinese Calcio      | 1:2   | 1/16 finału | Rengifo 13, Pepe 57, Di Natale 91                                                  | 13000  |

Ekstraklasa
| Dzień                |   | Przeciwnik            | Wynik | Kolejka nr            | Strzelcy bramek                                                                   | Widzów |
| -------------------- | - | --------------------- | ----- | --------------------- | --------------------------------------------------------------------------------- | ------ |
| 8 sierpnia 2008      | D | GKS Bełchatów         | 2:3   | Ekstraklasa 1 kolejka | Rengifo 45, Jarzębowski 49, Lewandowski 67, Wróbel 77, Henriquez(sam) 81          | 14000  |
| 17 sierpnia 2008     | W | Jagiellonia Białystok | 3:0   | 2 kolejka             | Arboleda 25, Stilić 39, Everton(sam.) 81                                          | 9000   |
| 23 sierpnia 2008     | D | Górnik Zabrze         | 3:0   | 3 kolejka             | Lewandowski 10, Bosacki 58, Murawski 68                                           | 16000  |
| 31 sierpnia 2008     | W | Arka Gdynia           | 1:2   | 4 kolejka             | Lewandowski 23, Zakrzewski 32, Zakrzewski 68                                      | 13000  |
| 14 września 2008     | W | Wisła Kraków          | 4:1   | 5 kolejka             | Murawski 5, Lewandowski 8, Bandrowski 40, Boguski 51, Lewandowski 58              | 14000  |
| 21 września 2008     | D | Piast Gliwice         | 1:0   | 6 kolejka             | Tanevski 14                                                                       | 15000  |
| 28 września 2008     | W | ŁKS Łódź              | 3:0   | 7 kolejka             | Murawski 16, Rengifo 40, Reiss 79                                                 | 6000   |
| 5 października 2008  | D | Legia Warszawa        | 0:0   | 8 kolejka             |                                                                                   | 24000  |
| 19 października 2008 | W | Ruch Chorzów          | 0:2   | 9 kolejka             | Brzyski 17, Nowacki 30                                                            | 9000   |
| 25 października 2008 | D | Śląsk Wrocław         | 1:1   | 10 kolejka            | Lewandowski 6, Garncarczyk 29                                                     | 18000  |
| 31 października 2008 | D | Odra Wodzisław Śląski | 3:1   | 11 kolejka            | Korzym 9, Wilk 26, Stilić 49, Lewandowski 53                                      | 12000  |
| 9 listopada 2008     | W | Lechia Gdańsk         | 3:0   | 12 kolejka            | Lewandowski 45, Stilić 54, Stilić 73                                              | 10000  |
| 12 listopada 2008    | W | Polonia Bytom         | 1:1   | 13 kolejka            | Podstawek 63, Wilk 90                                                             | 6000   |
| 16 listopada 2008    | D | Polonia Warszawa      | 2:0   | 14 kolejka            | Rengifo 5, Rengifo 6                                                              | 16000  |
| 22 listopada 2008    | W | Cracovia              | 1:0   | 15 kolejka            | Djurdjević 82                                                                     | 3000   |
| 30 listopada 2008    | W | Odra Wodzisław Śląski | 1:0   | 16 kolejka            | Stilić 22                                                                         | 3500   |
| 7 grudnia 2008       | D | Polonia Bytom         | 3:0   | 17 kolejka            | Rengifo 22, Wilk 40, Rengifo 59                                                   | 15000  |
| 1 marca 2009         | W | GKS Bełchatów         | 3:2   | 18 kolejka            | Stilić 3, Stilić 58, Dziedzic 59, Ujek 85, Lewandowski 90                         | 5000   |
| 8 marca 2009         | D | Jagiellonia Białystok | 1:0   | 19 kolejka            | Lewandowski 48                                                                    | 16000  |
| 15 marca 2009        | W | Górnik Zabrze         | 1:1   | 20 kolejka            | Marciniak 54, Strąk(sam.) 90                                                      | 17000  |
| 21 marca 2009        | D | Arka Gdynia           | 0:0   | 21 kolejka            |                                                                                   | 17000  |
| 5 kwietnia 2009      | D | Wisła Kraków          | 1:1   | 22 kolejka            | Šinglár 51, Stilić 82                                                             | 17500  |
| 11 kwietnia 2009     | W | Piast Gliwice         | 2:1   | 23 kolejka            | Stilić 40, Smektała 70, Kikut 90                                                  | 4300   |
| 18 kwietnia 2009     | D | ŁKS Łódź              | 1:1   | 24 kolejka            | Kujawa 43, Bosacki 90                                                             | 16000  |
| 26 kwietnia 2009     | W | Legia Warszawa        | 1:1   | 25 kolejka            | Chinyama 10, Lewandowski 75                                                       | 6000   |
| 3 maja 2009          | D | Ruch Chorzów          | 1:1   | 26 kolejka            | Lewandowski 45, Brzyski 66                                                        | 17000  |
| 9 maja 2009          | W | Śląsk Wrocław         | 2:0   | 27 kolejka            | Lewandowski 12, Arboleda 58                                                       | 6000   |
| 15 maja 2009         | D | Lechia Gdańsk         | 1:0   | 28 kolejka            | Lewandowski 84                                                                    | 17000  |
| 23 maja 2009         | W | Polonia Warszawa      | 3:3   | 29 kolejka            | Ivanovski 41, Gołębiewski 55, Murawski 56, Henriquez 62, Ivanovski 64, Rengifo 79 | 5000   |
| 30 maja 2009         | D | Cracovia              | 2:2   | 30 kolejka            | Rengifo 12, Szeliga 46, Rengifo 67, Moskała 82                                    | 82     |

Puchar Polski
| Dzień                |   | Przeciwnik            | Wynik | Runda Pucharu | Strzelcy bramek                               | Widzów |
| -------------------- | - | --------------------- | ----- | ------------- | --------------------------------------------- | ------ |
| 24 września 2008     | W | Piast Gliwice         | 4:0   | 1/16          | Stilić 12, Murawski 22, Stilić 53, Rengifo 90 | 2500   |
| 28 października 2008 | D | Odra Wodzisław Śląski | 1:0   | 1/8           | Djurdjević                                    | 5500   |
| 4 marca 2009         | W | Wisła Kraków          | 1:0   | 1/4           | Lewandowski 49                                | 11000  |
| 8 kwietnia 2009      | D | Wisła Kraków          | 2:1   | 1/4           | Lewandowski 26, Rengifo 29, Głowacki 50       | 16500  |
| 30 kwietnia 2009     | D | Polonia Warszawa      | 1:1   | 1/2           | Stilić 14, Lato 23                            | 14000  |
| 6 maja 2009          | W | Polonia Warszawa      | 1:1   | 1/2           | Rengifo 60, Jodłowiec 87 rzuty karne          | 2200   |
| 19 maja 2009         | W | Ruch Chorzów          | 1:0   | Finał         | Peszko 51                                     | 25000  |

Puchar Ekstraklasy
| Dzień                |   | Przeciwnik    | Wynik                  | Kolejka nr | Strzelcy bramek                                              | Widzów |
| -------------------- | - | ------------- | ---------------------- | ---------- | ------------------------------------------------------------ | ------ |
| 5 września 2008      | W | Lechia Gdańsk | 0:0 weryfikacja na 0:3 | 1          |                                                              | 5000   |
| 9 września 2008      | D | GKS Bełchatów | 1:3                    | 2          | Nowak 15, Nowak 20, Ceuto 90, Magdoń 90                      | 2500   |
| 8 października 2008  | W | Arka Gdynia   | 0:3                    | 3          | Anderson 29, Niciński 48, Karwan 64                          | 2000   |
| 13 października 2008 | D | Lechia Gdańsk | 1:0                    | 4          | Peszko 19                                                    | 2500   |
| 19 listopada 2008    | W | GKS Bełchatów | 1:1                    | 5          | Kononowicz 17, Janus 82                                      | 150    |
| 10 grudnia 2008      | D | Arka Gdynia   | 1:4                    | 6          | Kowalski 7, Bułka 45, Wachowicz 60, Olszak 65, Zakrzewski 70 | 350    |

Turniej Remes CUP Extra
| Przeciwnik            | Rozgrywki         | Wynik |
| --------------------- | ----------------- | ----- |
| Jagiellonia Białystok | Runda Grupowa     | 1:1   |
| Korona Kielce         | Runda Grupowa     | 3:5   |
| Gwiazdy Ligi          | Mecz o 5. miejsce | 8:5   |

Towarzyskie
| Dzień         |   | Przeciwnik         | Wynik | Rozgrywki       | Strzelcy bramek                                                         | Widzów |
| ------------- | - | ------------------ | ----- | --------------- | ----------------------------------------------------------------------- | ------ |
| 1 lipca 2008  | N | Vojvodina Novy Sad | 3:0   | mecz towarzyski | Rengifo 40. Lewandowski 48., 64.                                        | b/d    |
| 5 lipca 2008  | N | SV Würmla          | 2:1   | mecz towarzyski | Štilić 17. Anderson Cueto 82.                                           | b/d    |
| 8 lipca 2008  | W | Zalaegerszegi TE   | 2:1   | mecz towarzyski | Štilić 30. Rengifo 45.                                                  | b/d    |
| 10 lipca 2008 | W | Gaz Metan Mediaș   | 0:1   | mecz towarzyski |                                                                         | b/d    |
| 11 lipca 2008 | N | ASKOE Kohfidisch   | 7:0   | mecz towarzyski | Lewandowski 22.,35.,36. Reiss 43.,75. Łukasz Białożyt 28. Quinteros 55. | b/d    |
| 13 lipca 2008 | D | Kuba               | 4:1   | mecz towarzyski | Reiss 9. Rengifo 22. Caballero 38. sam. Quinteros 66. kar.              | 5 500  |

źródła: www.90minut.pl oraz Kronika Lecha Poznań za sezon 2008/2009
- D – dom
- N – neutralny
- W – wyjazd

## Najlepsi strzelcy
- 6 –  Robert Lewandowski
- 4 –  Piotr Reiss
- 3 –  Hernan Rengifo,  Semir Štilić
- 2 –  Henry Quinteros
- 1 –  Anderson Cueto,  Łukasz Białożyt,  Rafał Murawski.  Dimitrije Injac

## Skład
| Obecna Kadra | Obecna Kadra | Obecna Kadra         | Obecna Kadra         | Obecna Kadra         | Obecna Kadra | Obecna Kadra                     |
| Poz          | Nr           | Nazwisko             | Naród                | Data urodzenia       | Wiek         | Poprzednia drużyna               |
| ------------ | ------------ | -------------------- | -------------------- | -------------------- | ------------ | -------------------------------- |
| GK           | 1            | Dawid Kręt           | Polska               | 2 sierpnia 1988      | 20           | Amica Wronki                     |
| GK           | 27           | Krzysztof Kotorowski | Polska               | 12 września 1976     | 32           | Błękitni Stargard Szcz.          |
| GK           | 33           | Paweł Linka          | Polska               | 26 czerwca 1986      | 22           | Odra Wodzisław                   |
|              |              |                      |                      |                      |              |                                  |
| DF           | 2            | Luis Henriquez       | Panama               | 23 listopada 1981    | 27           | Tauro FC                         |
| DF           | 3            | Ivan Đurđević        | Serbia               | 5 lutego 1977        | 31           | CF Os Belenenses                 |
| DF           | 4            | Dawid Kucharski      | Polska               | 19 listopada 1984    | 24           | Amica Wronki                     |
| DF           | 6            | Manuel Arboleda      | Kolumbia             | 2 sierpnia 1979      | 29           | Zagłębie Lubin                   |
| DF           | 18           | Zlatko Tanevski      | Macedonia Północna   | 3 sierpnia 1983      | 25           | Wardar Skopje                    |
| DF           | 19           | Bartosz Bosacki      | Polska               | 20 grudnia 1975      | 33           | 1. FC Nürnberg                   |
| DF           | 22           | Grzegorz Wojtkowiak  | Polska               | 26 stycznia 1984     | 24           | Amica Wronki                     |
| DF           | 23           | Marcin Kikut         | Polska               | 25 czerwca 1983      | 24           | Amica Wronki                     |
| DF           | 28           | Mariusz Szyszka      | Polska               | 18 stycznia 1988     | 20           | Lech Poznań ME                   |
|              |              |                      |                      |                      |              |                                  |
| MD           | 5            | Jakub Wilk           | Polska               | 11 lipca 1985        | 23           | SKS 13 Poznań                    |
| MD           | 13           | Maciej Scherfchen    | Polska               | 24 lutego 1979       | 29           | Widzew Łódź                      |
| MD           | 14           | Semir Štilić         | Bośnia i Hercegowina | 8 października 1987  | 21           | FK Željezničar                   |
| MD           | 15           | Henry Quinteros      | Peru                 | 19 października 1977 | 31           | Sporting Cristal                 |
| MD           | 16           | Rafał Murawski       | Polska               | 9 października 1981  | 27           | Amica Wronki                     |
| MD           | 17           | Sławomir Peszko      | Polska               | 19 lutego 1985       | 23           | Wisła Płock                      |
| MD           | 20           | Anderson Cueto       | Peru                 | 24 maja 1989         | 19           | Club Sporting Cristal            |
| MD           | 21           | Dimitrije Injac      | Serbia               | 12 sierpnia 1980     | 28           | FK Sarajevo                      |
| MD           | 24           | Tomasz Bandrowski    | Polska               | 18 września 1984     | 24           | Energie Cottbus                  |
|              |              |                      |                      |                      |              |                                  |
| FW           | 8            | Robert Lewandowski   | Polska               | 21 sierpnia 1988     | 20           | Znicz Pruszków                   |
| FW           | 9            | Piotr Reiss          | Polska               | 20 czerwca 1972      | 36           | SpVgg Greuther Fürth             |
| FW           | 11           | Hernan Rengifo       | Peru                 | 18 kwietnia 1983     | 25           | Universidad San Martín de Porres |
| FW           | 26           | Maciej Kononowicz    | Polska               | 18 marca 1988        | 20           | Lech Poznań ME                   |

## Transfery
| Odeszli                                                    |
| ---------------------------------------------------------- |
| 77. Emilian Dolha – rowiązanie kontraktu                   |
| 7. Marcin Zając – koniec kontraktu                         |
| 8. Przemysław Pitry – Górnik Zabrze                        |
| 14. Ilijan Micanski – Zagłębie Lubin                       |
| 6. Marcin Dymkowski – koniec wypożyczenia (Odra Wodzisław) |

| Przyszli                                |
| --------------------------------------- |
| 17. Sławomir Peszko – Wisła Płock       |
| 24. Tomasz Bandrowski – Energie Cottbus |
| 14. Semir Štilić – FK Željezničar       |
| 6. Manuel Arboleda – Zagłębie Lubin     |
| 8. Robert Lewandowski – Znicz Pruszków  |